# Ulrich Cubasch
Ulrich Cubasch (* 1952 in Hamburg) ist ein deutscher Meteorologe und Klimaforscher.

## Ausbildung und Berufstätigkeit
Cubasch wuchs in der Nähe von Frankfurt am Main auf. Er begann sein Studium der Meteorologie in Frankfurt und schloss es nach einem Wechsel an die Christian-Albrechts-Universität zu Kiel 1977 ab; als Nebenfach hatte er Ozeanografie gewählt.
Nach seinem Abschluss als Diplom-Meteorologe arbeitete er bis 1986 am Europäischen Zentrum für mittelfristige Wettervorhersage in Reading; daraus ging seine Dissertation hervor, aufgrund der er an der Universität Hamburg 1984 promovierte. Es folgte bis 2002 Forschungsarbeit in Hamburg am Max-Planck-Institut für Meteorologie als leitender Wissenschaftler und von 1991 bis 1999 parallel dazu als Arbeitsgruppenleiter am Deutschen Klimarechenzentrum. Bereits 1993 hatte er sich an der Universität Hamburg habilitieren können und wurde 2002 an das Institut für Meteorologie der Freien Universität Berlin auf den Lehrstuhl für Variabilität des Klimasystems berufen. 2011 wurde Cubasch Direktor des Meteorologischen Instituts der Freien Universität Berlin; von 2007 bis 2011 stand er seiner Fakultät als Dekan vor.
Ende März 2018 wurde Cubasch emeritiert.

## Forschungsgebiete
Hauptinteressengebiet Cubaschs ist die numerische Modellierung des Klimasystems. Dabei wird das aktuelle Klimageschehen einbezogen, unter Verwendung jüngerer Klimadaten die klimatischen Verhältnisse zu Zeiten mehrerer Jahrtausende in der Vergangenheit rekonstruiert und es werden unter Differenzierung kulturbedingter und natürlicher Einflüsse Prognosen für die kommenden Jahrzehnte und Jahrhunderte erstellt.
Ein Projekt Cubaschs befasste sich mit mittelfristigen Prognosen – für die kommenden Jahre – mit dem Ziel, wirtschaftliche und detaillierte Entscheidungen zu erleichtern.
Cubasch arbeitete zudem an den ersten fünf Sachstandsberichten des Weltklimarates IPCC mit, die zwischen 1990 und 2013 publiziert wurden.

## Gremienarbeit und Ehrungen
Außer an seinen Berichten für den Weltklimarat arbeitete Cubasch in verschiedenen nationalen und internationalen Klimagremien mit. In mehreren Forschungskommissionen der Deutschen Forschungsgemeinschaft hatte er einen Sitz oder den Vorsitz. 2009 war er Vorsitzender des Vorstands der Deutschen Meteorologischen Gesellschaft. Derzeit ist er Vizepräsident der GeoUnion. Cubasch war Mitglied des Herausgeberteams der Zeitschrift Climate Research.
2004 erhielt Cubasch die Auszeichnung „Distinguished Scientist“ der Chinesischen Meteorologischen Verwaltung.

## Veröffentlichungen
Researchgate verzeichnet 293 Publikationen, an denen Cubasch beteiligt ist. Seine Habilitationsschrift und ein weiteres Buch:
- Dynamisch-stochastische Vorhersage-Experimente mit Modellen der allgemeinen Zirkulation für einen Zeitraum von 10 Tagen bis 100 Jahren Deutsches Klimarechenzentrum und Max-Planck-Institut für Meteorologie, Hamburg 1994 (zugleich: Universität Hamburg, Habilitationsschrift)
- Anthropogener Klimawandel. Klett-Perthes, Gotha 2000, ISBN 978-3-623-00856-1 (mit Dieter Kasang)